# 高榎堯
高榎 堯（たかぎ たかし、1930年1月24日 - ）は、日本の科学ジャーナリスト。

## 来歴
兵庫県神戸市出身。旧制・兵庫県立第三神戸中学校（現・兵庫県立長田高等学校）、旧制・姫路高等学校（現・神戸大学）を経て、1953年に京都大学工学部電気工学科を卒業。毎日新聞社に電気通信技術者として入社し、論説委員兼編集委員を務めたのち退社。

## 著書
- 『アポロのあゆみ』あかね書房　少年少女20世紀の記録 1970
- 『現代の核兵器』岩波新書　1982
- 『核廃棄物 安全に処理する方法はあるのか』岩波ブックレット　1985
- 『地球の未来はショッキング!』岩波ジュニア新書　1987

## 翻訳
- グロッジンス、ラビノビッチ編『核の時代　現代史戦後篇』岸田純之助共訳　みすず書房　1965
- F.L.ポラック『予測学 未来を展望し創造する新しい科学の提唱』林雄二郎監訳 共訳　ダイヤモンド社　1974
- アルヴァ・ミュルダール『正気への道 軍備競争逆転の戦略』豊田利幸共訳　1978　岩波現代選書
- レスター・R.ブラウン『地球29日目の恐怖 人間と資源の調和を求めて』ダイヤモンド社　1979
- デサイ・マイヤーズⅢ世『米国の原子力発電論争』日本国際問題研究所　1980　国際問題新書
- G.ビリンスキー、B.ウタル『日本を叩け! エレクトロニクス戦争・アメリカのいらだち』ダイヤモンド社　1982
- スウェーデン王立科学アカデミー編『1985年6月世界核戦争が起ったら 人類と地球の運命』岩波書店　1983
- M.ロワン=ロビンソン『核の冬』1985　岩波新書
- N.コールダー『21世紀バイオ社会からの報告』岩波書店　1986
- P.E.Mandl 編『1990年までにすべての子供に予防接種を』日本ユニセフ協会　1987
- 国連児童基金、国連環境計画『子どもにどんな地球を残しますか』福武書店　1991

## 参考
- 『地球の未来はショッキング!』著者紹介